# Saint-Merri
Saint-Merri è il 13º quartiere amministrativo di Parigi, situato nel IV arrondissement, sulla Rive droite.

## Storia
Il nome del quartiere deriva da quello del vescovo di Parigi Merry, italianizzato in Mederico, al quale è a sua volta dedicata la Chiesa di Saint-Merri. Il quartiere è oggi una delle principali mete turistiche di Parigi, soprattutto grazie alla presenza del Centro Georges Pompidou e numerosi negozi, nonché per la vicinanza al quartier des Halles e al Marais.

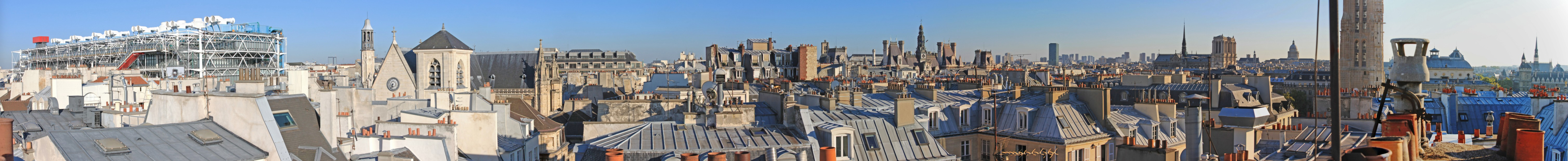
Vista panoramica da un tetto del quartiere; è visibile la chiesa di Saint-Merri.

## Geografia

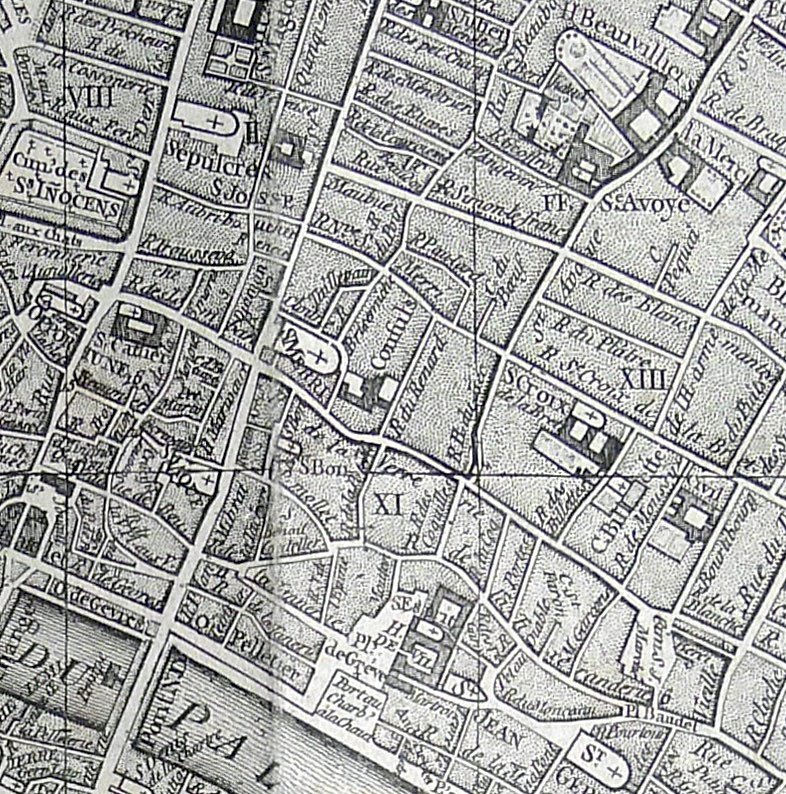
Il quartiere sulla mappa di Vaugondy (1760)

Il quartiere Saint-Merri è delimitato:
- A Sud dalla Senna;
- A Est dalle Rue des archives e de Lobau;
- A Nord dalla Rue Rambuteau;
- A Ovest dal Pont au Change, dalla Place du Châtelet e dal Boulevard de Sébastopol.

## Luoghi d'interesse
- Bazar de l'Hôtel de Ville
- Centro Georges Pompidou
  - Bibliothèque publique d'information
  - Institut de recherche et coordination acoustique/musique
  - Musée national d'Art moderne
- Chiesa di Saint-Merri
- Fontana Stravinsky
- Hôtel de Ville
- Théâtre de la Ville
- Tour Saint-Jacques